# رودريغو دي بريتو
رودريغو دي بريتو (بالإسبانية: Rodrigo de Brito)‏ (20 يناير 1992 ببوينس آيرس في الأرجنتين - ) هو لاعب كرة قدم أرجنتيني في مركز الهجوم. لعب مع إنديبندينتي وSanta Tecla F.C. ‏ وClub Deportivo Municipal Cañar ‏.

## وصلات خارجية
- رودريغو دي بريتو على موقع قاعدة بيانات كرة القدم.إي يو (الإنجليزية)